# قره‌داغ‌لی، کلبجر
قره‌داغ‌لی (ترکی آذربایجانی: Karadagly) یک منطقهٔ مسکونی در جمهوری آرتساخ است که در استان شاهومیان واقع شده‌است.